# شيكيمولا
شيكيمولا هي بلدية في غواتيمالا، تقع في إدارة تشيكيمولا، بلغ عدد سكانها 79,815 نسمة، رمزها البريدي هو 20001.

## الموقع
تشترك في الحدود مع:
- San Diego, Zacapa [الإنجليزية]‏
- Jocotán [الإنجليزية]‏
- San Juan Ermita [الإنجليزية]‏
- San Jacinto, Chiquimula [الإنجليزية]‏
- San José La Arada [الإنجليزية]‏
- ثاكابا، غواتيمالا.